# Transporter 2
Transporter 2 (fr. Le transporteur II) – film koprodukcji francusko-amerykańskiej z 2005 roku. Kontynuacja Transportera, filmu o byłym agencie służb specjalnych, który zarabia na życie, dostarczając na zlecenie dowolny ładunek pod wskazany adres.

## Obsada
- Jason Statham jako Frank Martin
- Alessandro Gassman jako Gianni Chellini
- Amber Valletta jako Audrey Billings
- Kate Nauta jako Lola
- Matthew Modine jako Jefferson Billings
- Jason Flemyng jako Dmitrij
- Keith David jako Stappleton
- Shannon Briggs jako Max
- François Berléand jako Inspektor Tarconi

## Fabuła
W pierwszym filmie Frank Martin (Jason Statham) mieszkał i pracował na francuskiej Riwierze, teraz rezyduje w Miami na Florydzie. Na prośbę przyjaciela Frank zostaje kierowcą bogatej rodziny Billingsów. Kiedy porwany zostaje sześcioletni Jack Billings, Frank musi dać z siebie wszystko, by odzyskać chłopca i pokrzyżować plany porywaczy, planujących uwolnić śmiercionośnego wirusa, który zabije każdego, kto się z nim zetknie.